# Bernardo Zuzarte de Andrade
Bernardo Zuzarte de Andrade, C.R.S.A. (Cantanhede, ca. 1615 – São Tomé, 18 de fevereiro de 1685), também conhecido como Frei Bernardo de Santa Maria, foi um frei regrante de Santo Agostinho e prelado português da Igreja Católica, que foi bispo de São Tomé.

## Biografia
Era natural de Cantanhede, nascido em 1615. Era da Congregação de Santa Cruz de Coimbra, prior do Mosteiro de Grijó e do Colégio da Santa Cruz em Coimbra.
Em 1672, foi proposto para bispo de Cochim, mas acabou por não aceitar a dignidade. Foi proposto para bispo de São Tomé em 17 de maio de 1677, sendo seu nome aprovado pelo Papa Inocêncio XI em consistório de 30 de agosto do mesmo ano. Tomou posse por procuração ao capitão-geral Bernardino Freire de Andrade e ao deão Diogo Lopes Gago.
Partiu para as ilhas no final do ano de 1679, mas teve que arribar na Bahia depois de 3 meses de viagem onde ficou até 1684, chegando finalmente em São Tomé e fazendo sua entrada solene no dia 18 de fevereiro. Levou consigo vários capuchinhos e para eles mandou construir um hospício, de Santo António, em 1685. Apesar de debelar algumas das revoltas do cabido local, teve outras durante sua prelazia. Morreu em 18 de fevereiro de 1685.